# Kozina
Kozina este o localitate din comuna Hrpelje - Kozina, Slovenia, cu o populație de 572 de locuitori.